# Sonia Bompastor
Sonia Bompastor (født 18. maj 1989) er en tidligere fransk fodboldspiller, der spillede for den franske storklub Olympique Lyon i Division 1 Féminine, Paris Saint-Germain, Montpellier og amerikanske Washington Freedom.
Hun har siden april 2022 været cheftræner for selvsamme klub, som hun endte karrieren i 9 år tidligere, Olympique Lyonnais.